# 金子健一
金子健一 （かねこ けんいち、1957年11月2日 - ）は、日本の政治家。衆議院議員（1期）、一宮町議会議員（3期）、自由党千葉県連代表などを務めた。

## 略歴
千葉県一宮町生まれ。千葉県立一宮商業高等学校卒業。1976年に実家の金子綿店を継ぐ。1994年より一宮町議会議員を3期務める。一宮商工会副会長、一宮観光協会長を歴任。2009年の第45回衆議院議員総選挙で千葉11区より出馬。森英介に敗れるが、比例南関東ブロックで復活し初当選した。
2009年7月21日、小沢一郎の政治団体「陸山会」より500万円の寄付を受け、2010年の民主党代表選では小沢に一票を投じた。
2011年6月2日の衆議院本会議で行われた菅内閣不信任決議案の採決では、党の反対方針に反して棄権した。民主党は6月13日の役員会で厳重注意処分とする方針を決定し、6月25日の常任幹事会で正式決定した。
2012年の消費増税をめぐる政局では、野田内閣による消費増税法案の閣議決定に抗議して党企業団体対策副委員長の辞表を提出し、4月23日の党役員会で受理された。6月26日の衆議院本会議で行われた消費増税法案の採決では、党の賛成方針に反して反対票を投じた。7月2日には山岡賢次らを介して離党届が提出された。民主党は7月3日の常任幹事会で離党届を受理せず除籍処分とする方針を決定し、7月9日の常任幹事会で正式決定した。
同年7月11日、国民の生活が第一結党に参加した。同年12月16日の第46回衆議院議員総選挙に日本未来の党公認で千葉11区より出馬するも、比例復活もならず落選した。
2014年12月14日の第47回衆議院議員総選挙に生活の党公認で千葉11区より出馬するも、比例復活もならず落選。
2016年5月15日の一宮町長選挙に無所属で出馬するも落選。2017年10月の第48回衆議院議員総選挙には出馬せず、その後自由党（生活の党から党名変更）千葉県第11区総支部長に復帰。同党千葉県連代表を務めていた岡島一正が立憲民主党に移籍したことに伴い、後任として県連代表に就任した。
2021年、立憲民主党と国民民主党が合併して誕生した立憲民主党の比例南関東ブロック名簿に記載された。単独30位で出馬したものの落選。
2024年10月、第50回衆議院議員総選挙において比例南関東ブロックから単独30位で出馬したが落選した。

## 政策
- 選択的夫婦別姓制度導入にどちらかといえば賛成[32]。